# Třída S (1914)
Třída S byla třída pobřežních diesel-elektrických ponorek britského královského námořnictva. Celkem byly postaveny tři jednotky této třídy. Do služby byly zařazeny v letech 1914–1915. V říjnu 1915 byly předány spojeneckému Italskému královskému námořnictvu, neboť britské námořnictvo mělo nedostatek ponorkových posádek. Jména ponorek zůstala nezměněna. První světovou válku ponorky přečkaly beze ztráty a roku 1919 byly vyřazeny.

## Stavba
V srpnu 1911 zástupci britské admirality navštívili italskou loděnici FIAT-San Giorgio v La Spezia, kde si prohlédli dvě italské ponorky třídy Medusa (Medusa a Velilla, typ Laurenti). V září 1911 britská loděnice Scotts v Greenocku uspěla s nabídkou stavby licenční ponorky tohoto typu (pozdější S1) pro britské námořnictvo. V červnu 1913 byly objednány ještě sesterské ponorky S2 a S3. Celkem tak byly postaveny tři ponorky této třídy. Do služby byly přijaty v letech 1914–1915.
Jednotky třídy S:
| Jméno  | Založení kýlu | Spuštěna        | Vstup do služby | Poznámky                     |
| ------ | ------------- | --------------- | --------------- | ---------------------------- |
| HMS S1 | 1912          | 28. února 1914  | srpen 1914      | V říjnu 1915 předána Itálii. |
| HMS S2 | 1913          | 14. dubna 1915  | květen 1915     | V říjnu 1915 předána Itálii. |
| HMS S3 | 1914          | 10. června 1915 | září 1915       | V říjnu 1915 předána Itálii. |

## Konstrukce
Ponorky měly dvouplášťovou koncepci. Byly vyzbrojeny dvěma příďovými 457mm torpédomety se zásobou čtyř torpéd. Doplňoval je jeden 76mm kanón. Pohonný systém tvořily dva diesely Scott-FIAT o výkonu 650 hp a dva elektromotory o výkonu 400 hp, pohánějící dva lodní šrouby. Nejvyšší rychlost na hladině dosahovala třináct uzlů a pod hladinou 8,5 uzlu. Dosah byl 1600 námořních mil při rychlosti 8,5 uzlu na hladině. Operační hloubka ponoru až 30 metrů.